# Хунгу
Хунгу́ (кит. упр. 红古, пиньинь Hónggǔ) — район городского подчинения городского округа Ланьчжоу провинции Ганьсу (КНР).

## История
При империи Хань эти места вошли в состав уезда Хаоцзян (浩繣县), который при империи Северная Чжоу был расформирован.
В 1958 году уезд Юндэн был передан в состав Ланьчжоу, став районом Юндэн (永登区). В 1960 году из района Юндэн был выделен район Хунгу.

## Административное деление
Район делится на 4 уличных комитета и 4 посёлка.